# 홍익대학교 사범대학 부속중학교
홍익대학교 사범대학 부속중학교(弘益大學校 師範大學 附屬中學校)는 대한민국 서울특별시 성북구 성북동에 있는 사립 중학교이다.

## 학교 연혁
- 1931년 6월 15일 : 경성 외국어 학원 설립인가
- 1954년 4월 3일 : 학교법인 계원학원 설립
- 1954년 4월 12일 : 성북 중·고등학교 설립 인가
- 1954년 4월 12일 : 초대 교장 이희석 선생 취임
- 1970년 9월 19일 : 학교법인 홍익학원에 합병
- 1972년 6월 2일 : 홍익중학교로 교명 변경
- 1977년 3월 1일 : 홍익대학교 사범대학 부속중학교로 교명 변경
- 2004년 6월 15일 : 학교 정보도서관, 체육관 준공식
- 2021년 2월 8일 : 제67회 졸업식 6학급 98명 졸업(졸업생 연인원 26,931명)
- 2021년 9월 1일 : 제22대 교장 조중현 선생 취임
- 2022년 2월 10일 : 제68회 졸업식 6학급 116명 졸업
- 2024년 1월 5일  : 70회 졸업시6학급 105명 졸업(누계 : 27280명)

## 참고 자료
- 홍익대학교 사범대학 부속중학교 - 한국교육학술정보원 학교알리미